# Kirche Enge
Die Kirche Enge ist ein evangelisch-reformiertes Kirchengebäude im Zürcher Quartier Enge. Der nach den Plänen des Architekten und Professors der ETH Zürich, Alfred Friedrich Bluntschli, erstellte Sakralbau gilt als einer der markantesten der Stadt und schweizweit wichtigster Kirchenbau im Stil der Neorenaissance. Er liegt erhöht auf der Bürgliterrasse, einer Moränenkuppe. Im Volksmund wird die Kreuzkuppelkirche mit ihrem kampanileartigen Turm scherzhaft auch Sacré-Cœur von Zürich genannt.

## Geschichte
Im Jahr 1880 zählte die damals noch selbständige politische Gemeinde Enge 3557 reformierte Einwohner. Deswegen war das bisherige, 1776 errichtete Bethaus mit seinen 350 Sitzplätzen zu klein für die reformierte Kirchgemeinde geworden. Überdies löste sich die Gemeinde 1882 von St. Peter und bildete eine eigene Kirchgemeinde, was den Wunsch nach einem repräsentativen Gotteshaus nach sich zog. 1885 schenkte der damalige Kirchgemeindepräsident Conrad Escher der jungen Kirchgemeinde eine Wiese östlich des Bethauses, um die neue Kirche realisieren zu können. In der Gemeinde herrschte jedoch während Jahren keine Einigkeit, wo die Kirche gebaut werden sollte. In Frage kamen verschiedene Standorte, welche die Kirche entweder im Ortszentrum unten oder auf einer höheren Lage weithin sichtbar hätten entstehen lassen. Als sich die Kirchgemeindeversammlung 1887 für den heutigen Standort auf der Bürgliterrasse aussprach, folgte ein jahrelanger Rechtsstreit mit dem Besitzer des darauf stehenden Restaurants Bürgli-Terrassen, Adolf Guyer-Zeller. Während und auch noch nach dem laufenden Prozesse, der vor Bundesgericht zugunsten der Kirchgemeinde endete, wurden weitere Bauplätze diskutiert. In der Kirchgemeindeversammlung vom 27. September 1890 wurden die Bürgliterrassen definitiv zum Standort der neuen Kirche gewählt und dem enteigneten Adolf Guyer-Zeller eine von einer Schätzungskommission berechnete hohe Summe ausbezahlt.
Im Jahr 1890 fand ein Wettbewerb für den Bau der neuen Kirche statt. Da keines der 22 eingereichten Projekte überzeugte, wurde auch keines zur Ausführung empfohlen. Am 16. August 1891 entschied sich die Kirchgemeindeversammlung für ein ausser der Konkurrenz eingereichtes Projekt des Architekten Alfred Friedrich Bluntschli, der einerseits ein Schüler und anderseits als Professor auch Nachfolger von Gottfried Semper an dem Zürcher Polytechnikum war. Nach seinen Plänen wurde die Kirche Enge in den Jahren 1892 bis 1894 im Stil der Neorenaissance erbaut. Die Grundsteinlegung fand am 14. Mai 1892 statt und am 24. Juni 1894 wurde die Kirche eingeweiht.
Die beiden Pfarrhäuser wurden von Bluntschli in zwei Etappen errichtet: Das ältere, südliche Pfarrhaus an der Bürglistrasse 19 erbaute er 1894, das jüngere nördliche an der Bürglistrasse 11 im Jahr 1900. Die Gartenanlage um die Kirche wurde in zwei Phasen gestaltet: die engere Umgebung der Kirche 1894 nach Plänen von Alfred Friedrich Bluntschli, 1925 der zweite Teil, nachdem der alte Friedhof Enge aufgegeben und der SBB-Tunnel erbaut worden war, nach Plänen von Hermann Herter und den Gebrüder Mertens.

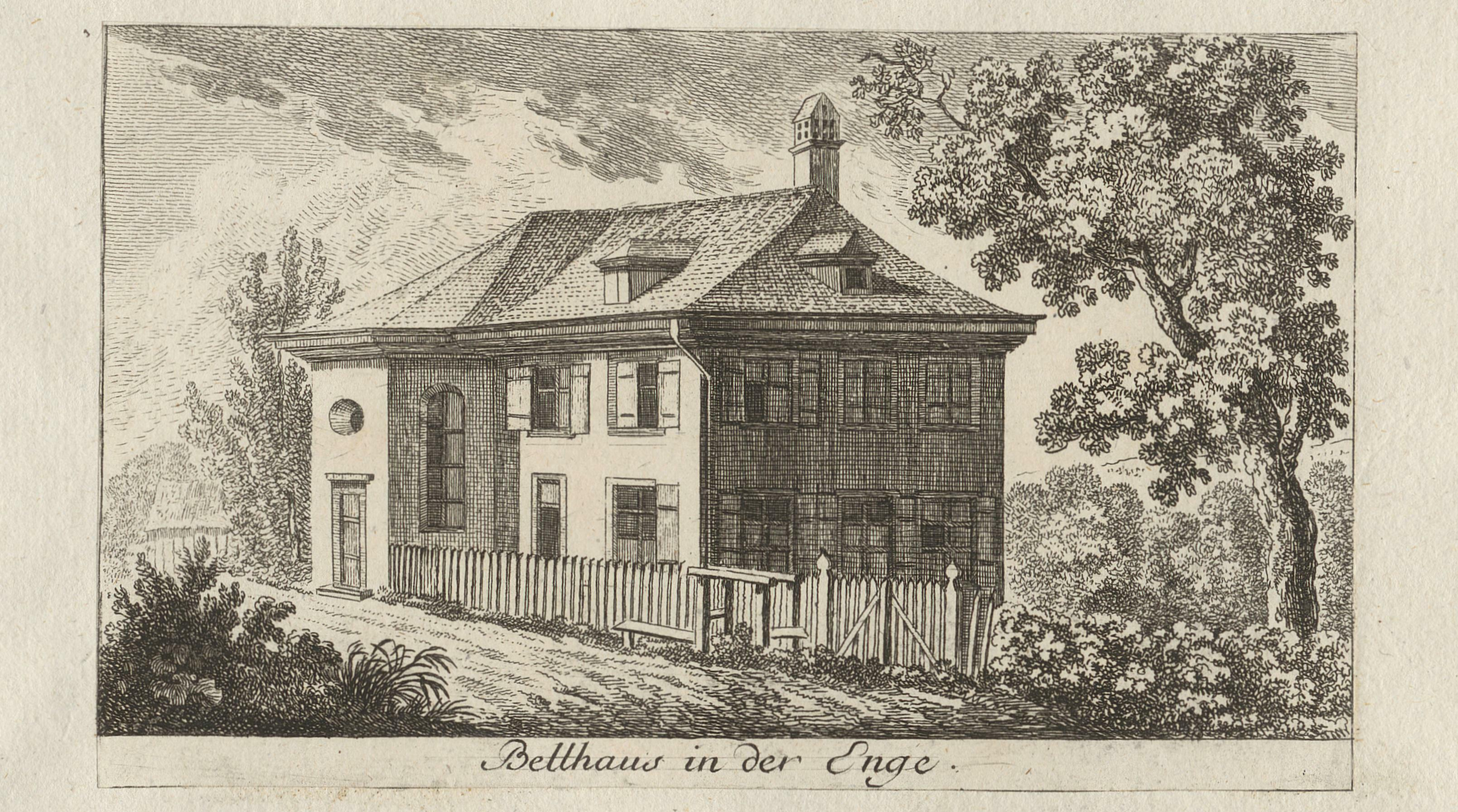
Bethaus Enge auf einer Radierung von Johann Jakob Meyer am Ende des 18. Jahrhunderts
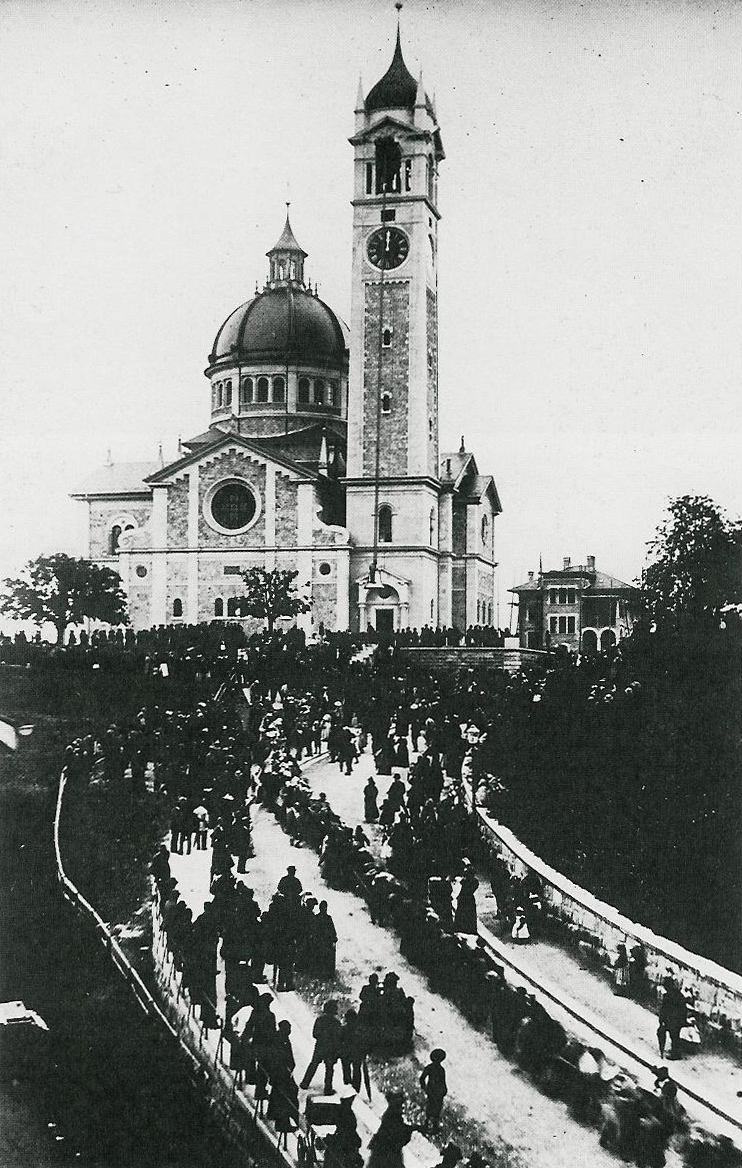
Glockenaufzug, 1894
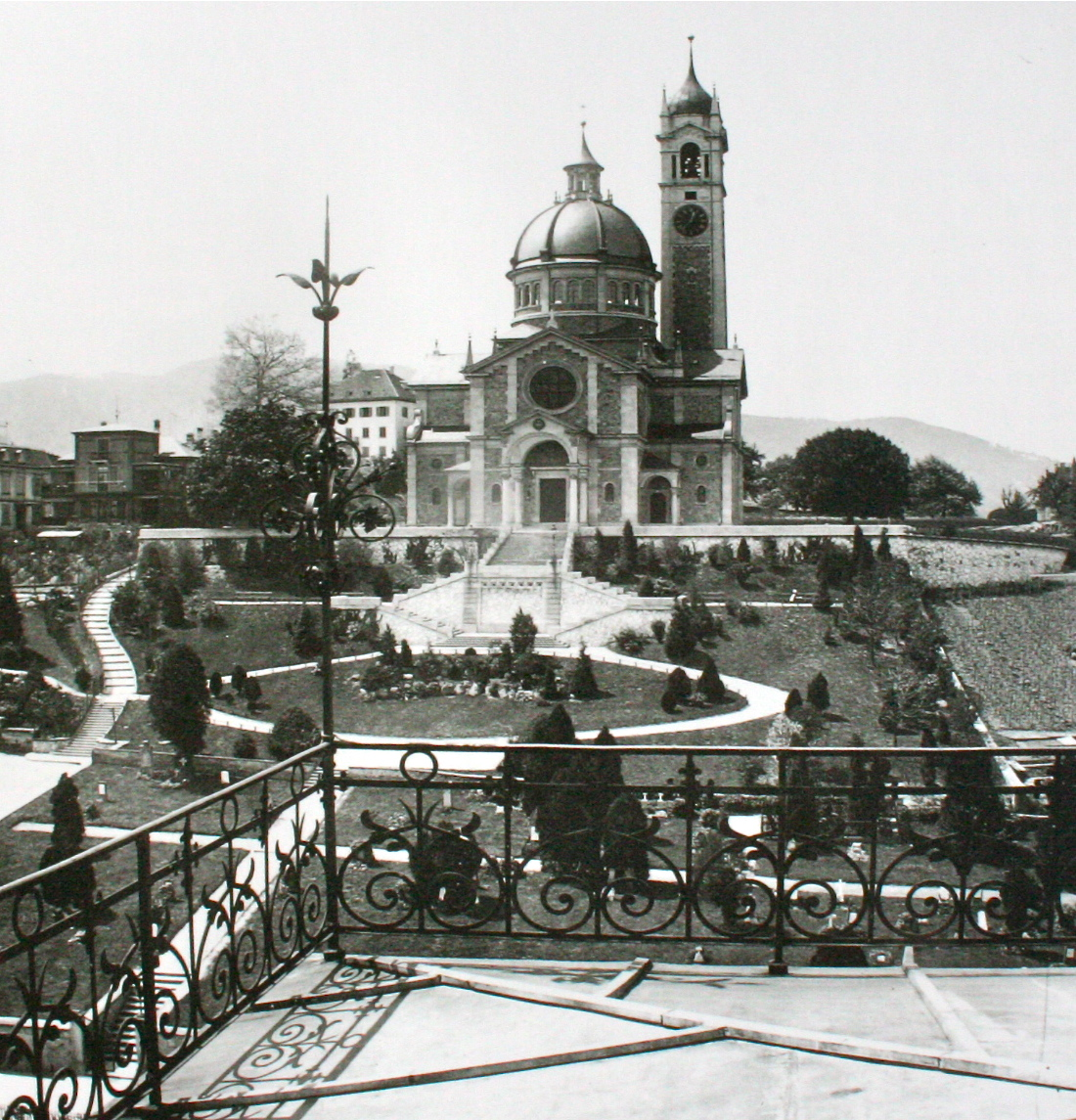
Dem See zugewandte Seite der Kirche mit Grünanlage, Foto: Johannes Meiner, 1898

1927 erfolgten eine Renovation des Inneren sowie der Freitreppe, 1963 wurde das ursprüngliche Unterrichtszimmer unter der Orgelempore in einen Besinnungsraum umgebaut und 1976 erfolgte eine Gesamtrenovation der Kirche. Der Turm wurde 1979 bis 1984 renoviert, das Äussere der Kirche in den Jahren 2002 bis 2003.

## Baubeschreibung

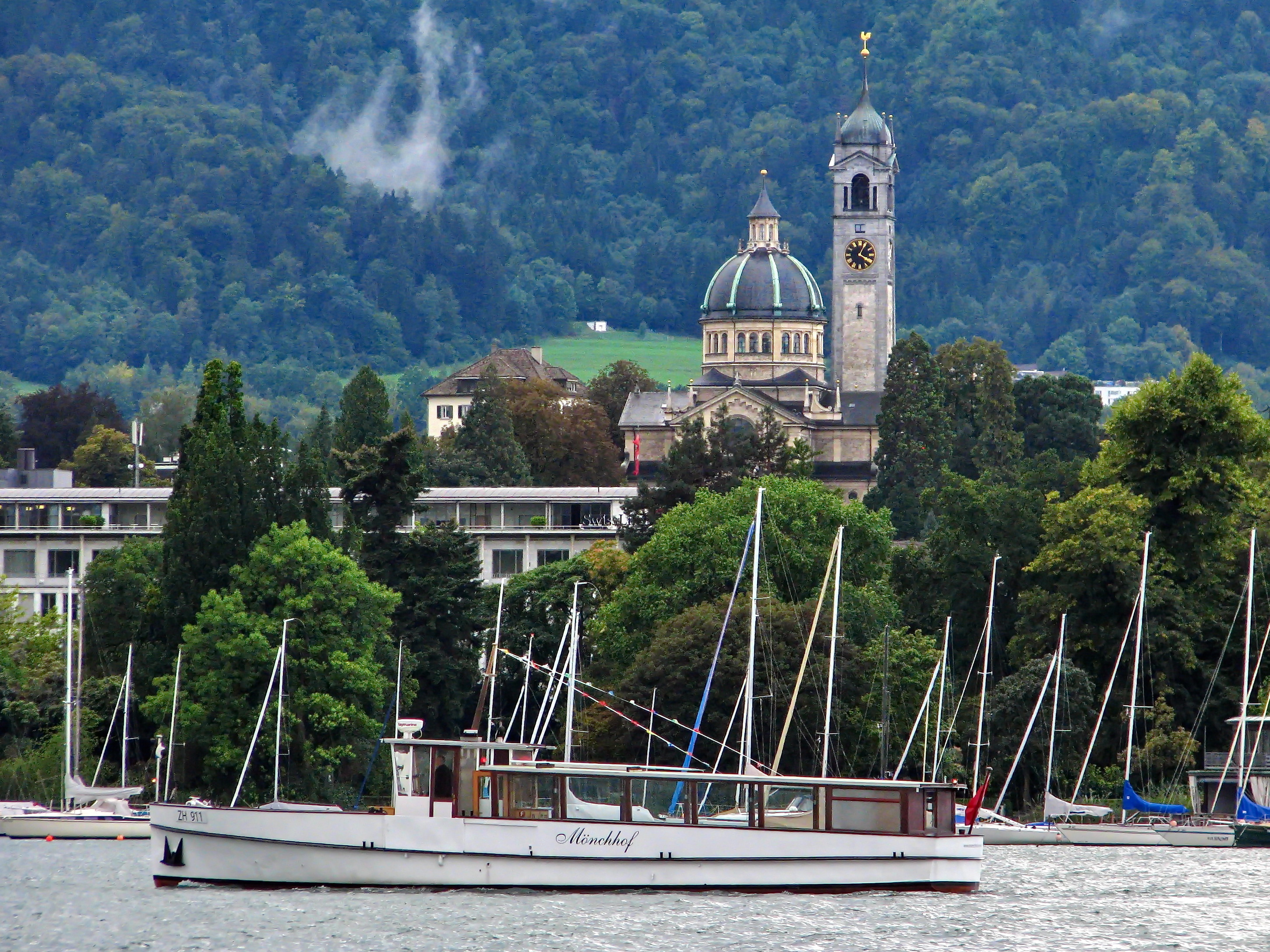
Ansicht vom Utoquai, Seefeld

### Aussenbereich und Glocken
Die Kirche liegt auf einer Hügelkuppe und ist auch von der Promenade des Zürichsees aus gut sichtbar. Wegen ihrer markanten Lage und ihrer repräsentativen Erscheinung gilt die Kirche Enge als eines der Wahrzeichen des Quartiers. Geschaffen wurde sie als Zentralbau mit kreuzförmigem Grundriss samt Kuppeltambour über der etwas erhöhten Vierung. Die Ost-West-Richtung des Gebäudes wird durch die grosse Vorhalle im Osten und dem rechteckigen Chorvorbau für die Orgel im Westen hervorgehoben. Verschiedene Baumaterialien (Gneis aus dem Tessin, Savonnière-Kalkstein aus Frankreich, Toggenburger Tuff und Baveno-Granit) gliedern das Äussere der Kirche. Die repräsentative Eingangsfront ist der Stadt und dem See zugewandt.
Der Kirchturm wurde im nordwestlichen Winkel der Anlage als italienischer Campanile gestaltet. Er birgt fünf Glocken, die ursprünglich alle von der Glockengiesserei Keller (Zürich) im Jahr 1893 gegossen wurden. Die beiden kleinen Glocken wurden 1944 von der Giesserei H. Rüetschi AG ersetzt, da sie Qualitätmängel aufwiesen; dabei wurde die Glockenzier übernommen. Die Schlagtonfolge lautet: b0 – d1 – f1 – g1 – b1. Alle Glocken hängen in einem Stahlglockenstuhl an verkröpften  Stahljochen.
Zum Haupteingang steigt von der Seestrasse eine grosszügige Treppenanlage aus Granit empor. Gerahmt wird der Fuss der Treppe durch die 1925 von Arnold Hünerwadel geschaffenen Statuen einer klugen und einer törichten Jungfrau. Von der Bürglistrasse führt eine geschwungene Auffahrt zum Kirchplatz.
Die Eingangsfront des markanten Sakralbaus auf dem Hügel, von weither gut sichtbar, die Ähnlichkeiten mit der Pariser Basilika aufweist, brachte der Kirche den Übernamen Zürcher Sacré-Cœur ein.  Die Bezeichnung wird auch von der Reformierten Kirche Enge selbst sowie dem Engemer Musikforum, der Gesellschaft für Musik an der Kirche Enge, verwendet.

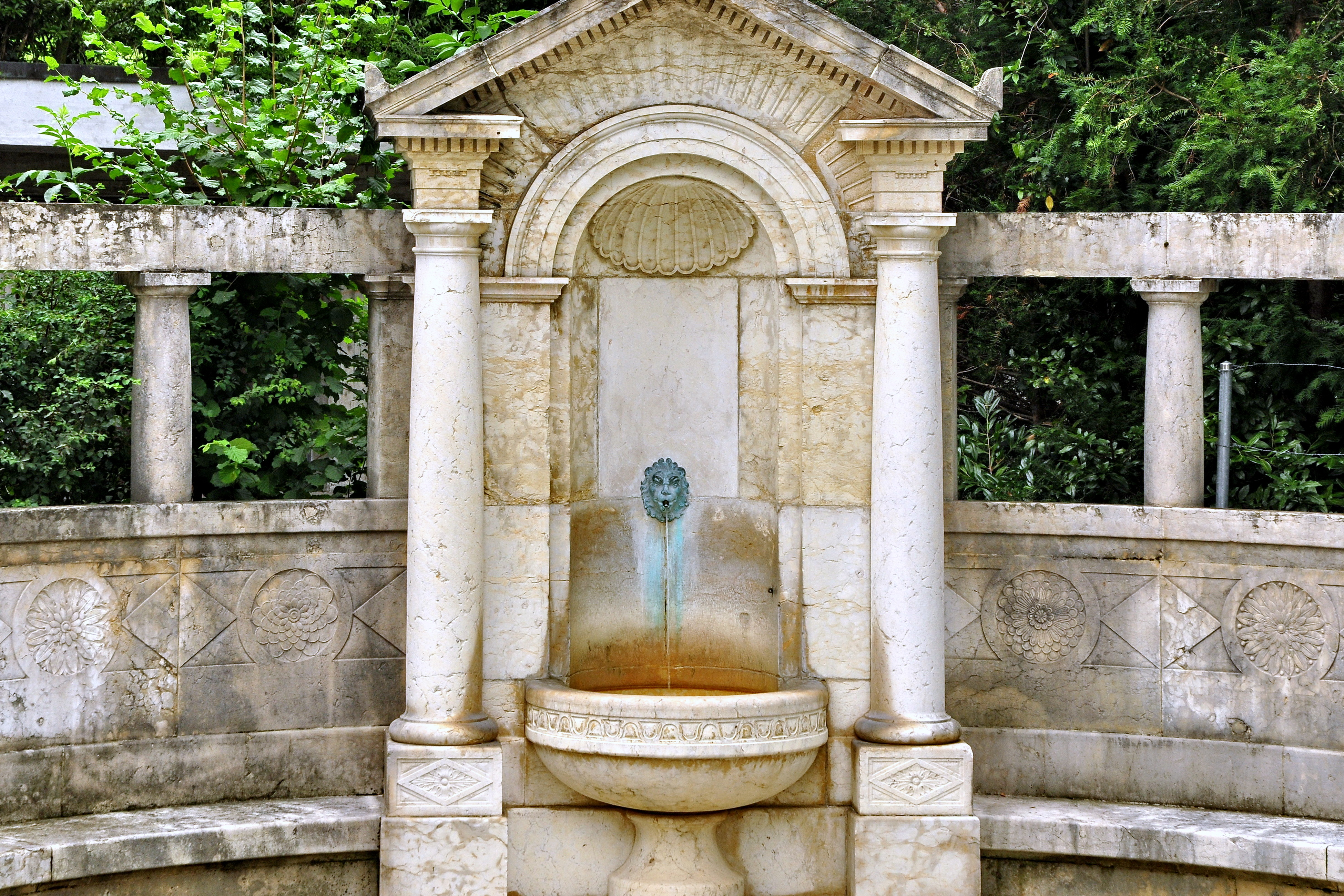
Brunnen Kirche Enge, Bürglistrasse
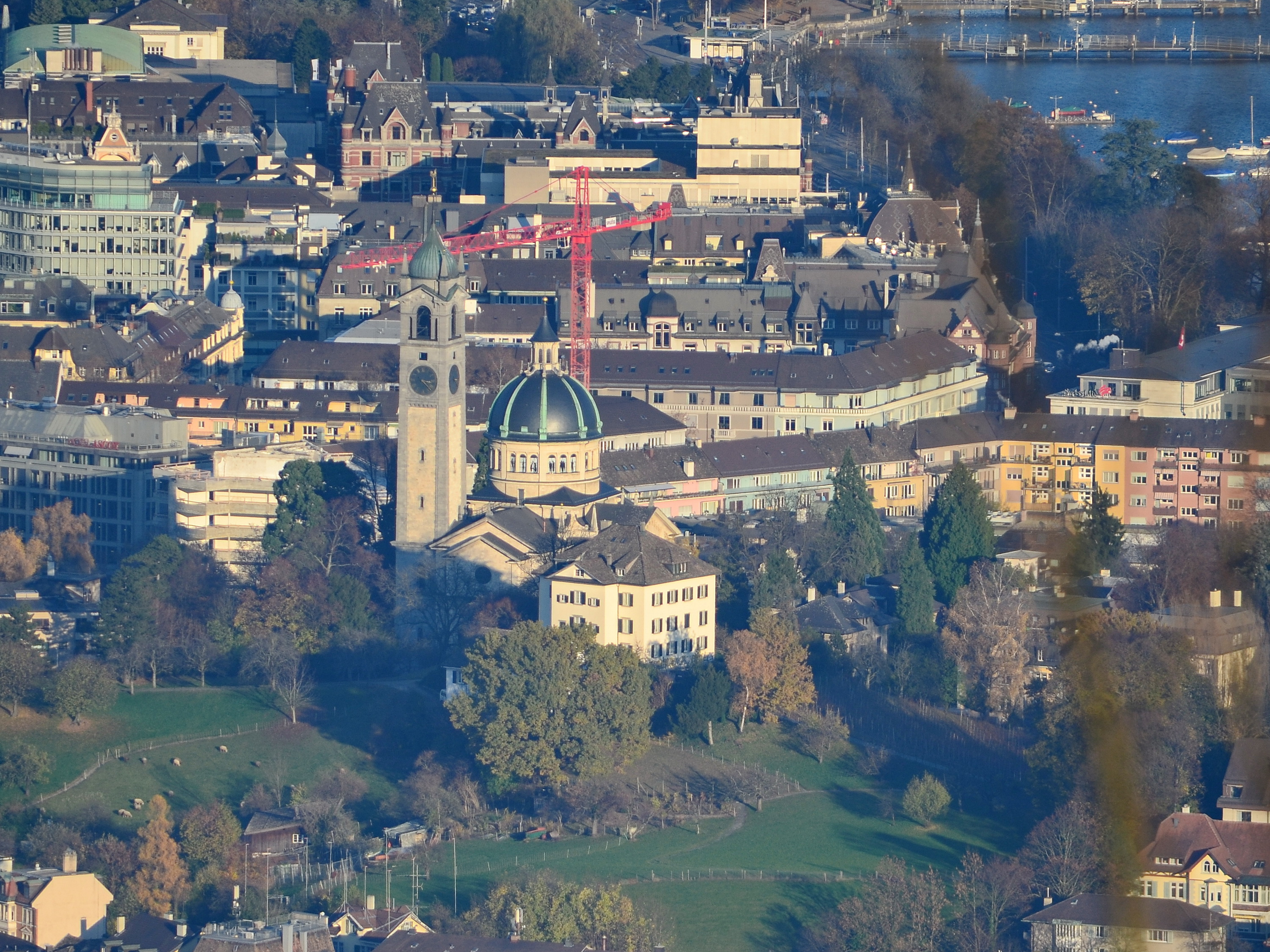
Bürgli und Kirche Enge, Ansicht vom Uetliberg
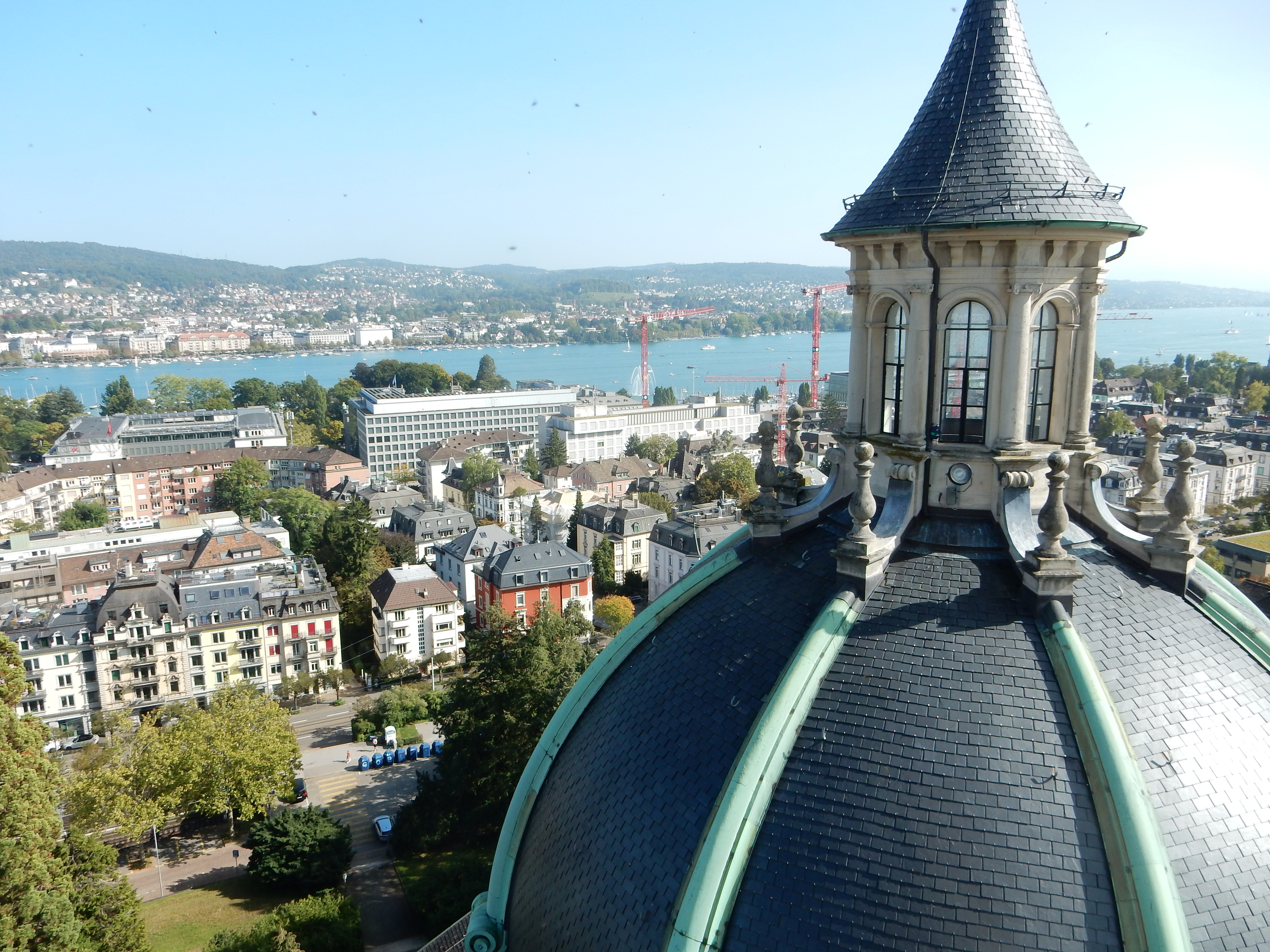
Aussicht auf den Zürichsee vom Glockenturm aus gesehen

### Innenraum

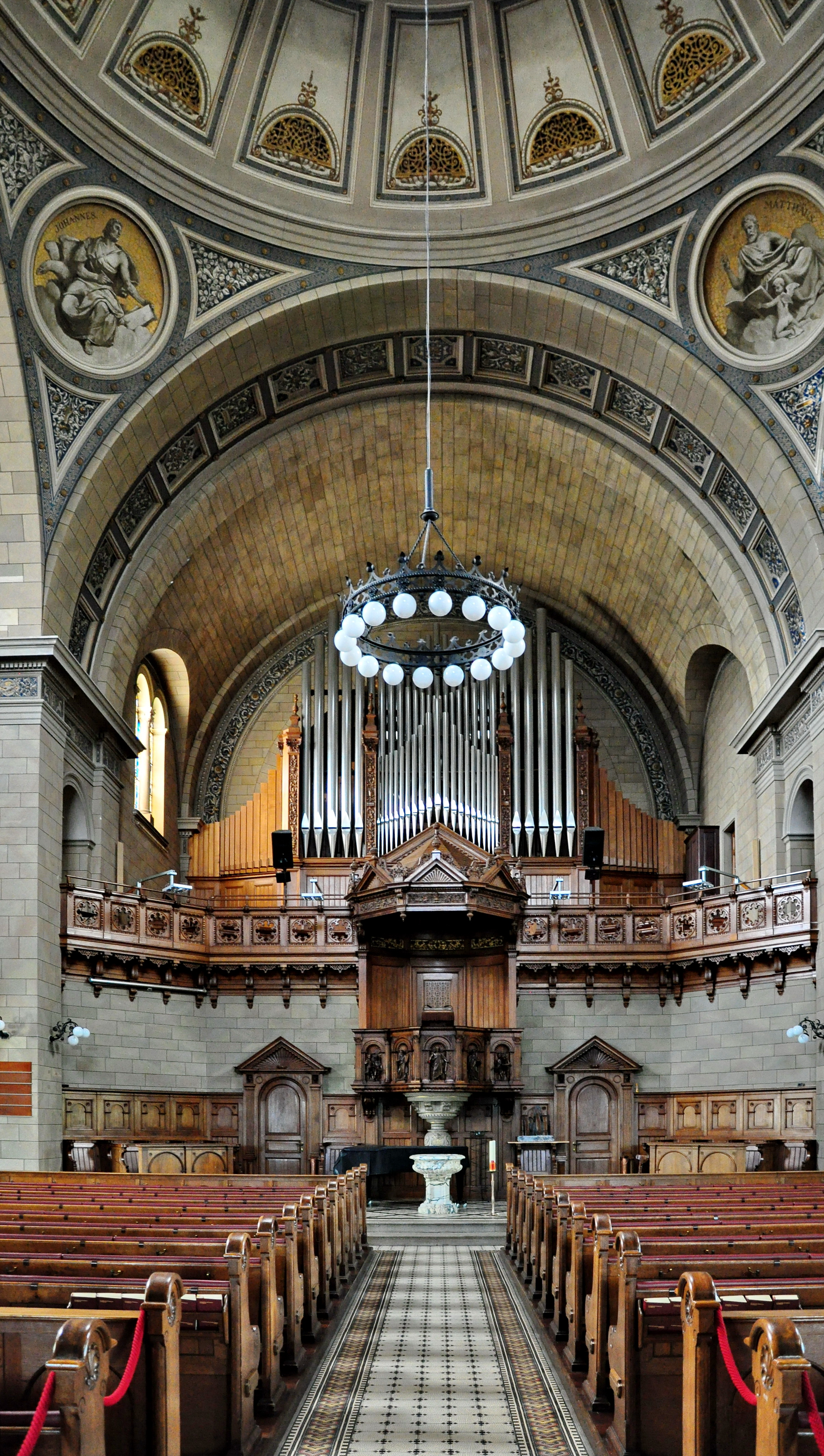
Innenansicht

Alfred Friedrich Bluntschli gestaltete das Innere der Kirche als einheitlichen Zentralraum, der sich um den Taufstein, den Abendmahlstisch, die Kanzel und die Orgel gruppiert. Jeder Kreuzarm besitzt eine Empore um die Vierung, die Kuppel ruht auf grossen Vierungspfeilern. Über den Kreuzarmen spannen sich breite Tonnengewölbe. Die Wände sind mit Quadratmalereien verziert, das Gebälk und die Gurtenkassetten sind mit Ornamenten bemalt. Die Kapitelle und die Balustraden wurden mit Bildhauerarbeiten versehen.
Der Taufstein aus Pavonazzo-Marmor steht in der Mittelachse auf einem um zwei Stufen erhöhten Podium vor der Kanzelwand. Er hat die Gestalt eines Pokales oder Brunnens, ist jedoch flach wie ein Tisch. Um die Schale läuft in goldenen Kapitalen die Umschrift: «Lasset die Kindlein zu mir kommen». Mit einem hölzernen Umbau kann der Taufstein zum Abendmahlstisch erweitert werden. In den Kreuzkuppelzwickeln befinden sich vier Evangelistenmedaillons von Eugen Ott, die Zwillingsrundbogenfenster zeigen Petrus und Paulus, Luther und Zwingli, König David als Sänger mit zwei Engeln und wurden von Friedrich Berbig gestaltet. Die Kanzel wurde nach einer Vorlage aus der Renaissance gestaltet und trägt am Fuss die Jahreszahl 1894. Ihr Kanzelkorb besitzt Eichenholzschnitzereien von Josef Regli. Die Leuchter der Kirche wurden vom Architekt Alfred Friedrich Bluntschli entworfen.
Die Kirche bietet Platz für rund 1200 Personen.

### Fenster

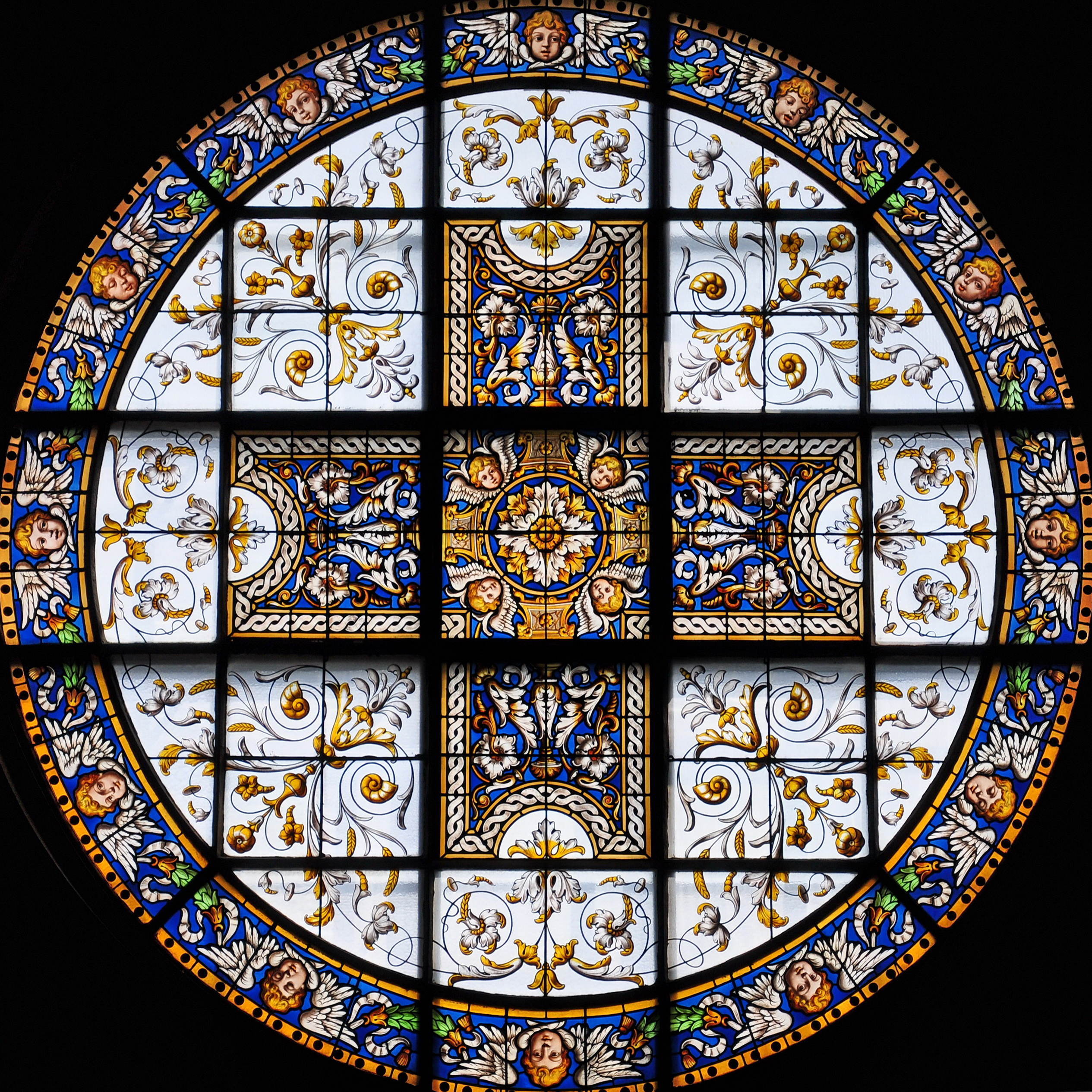
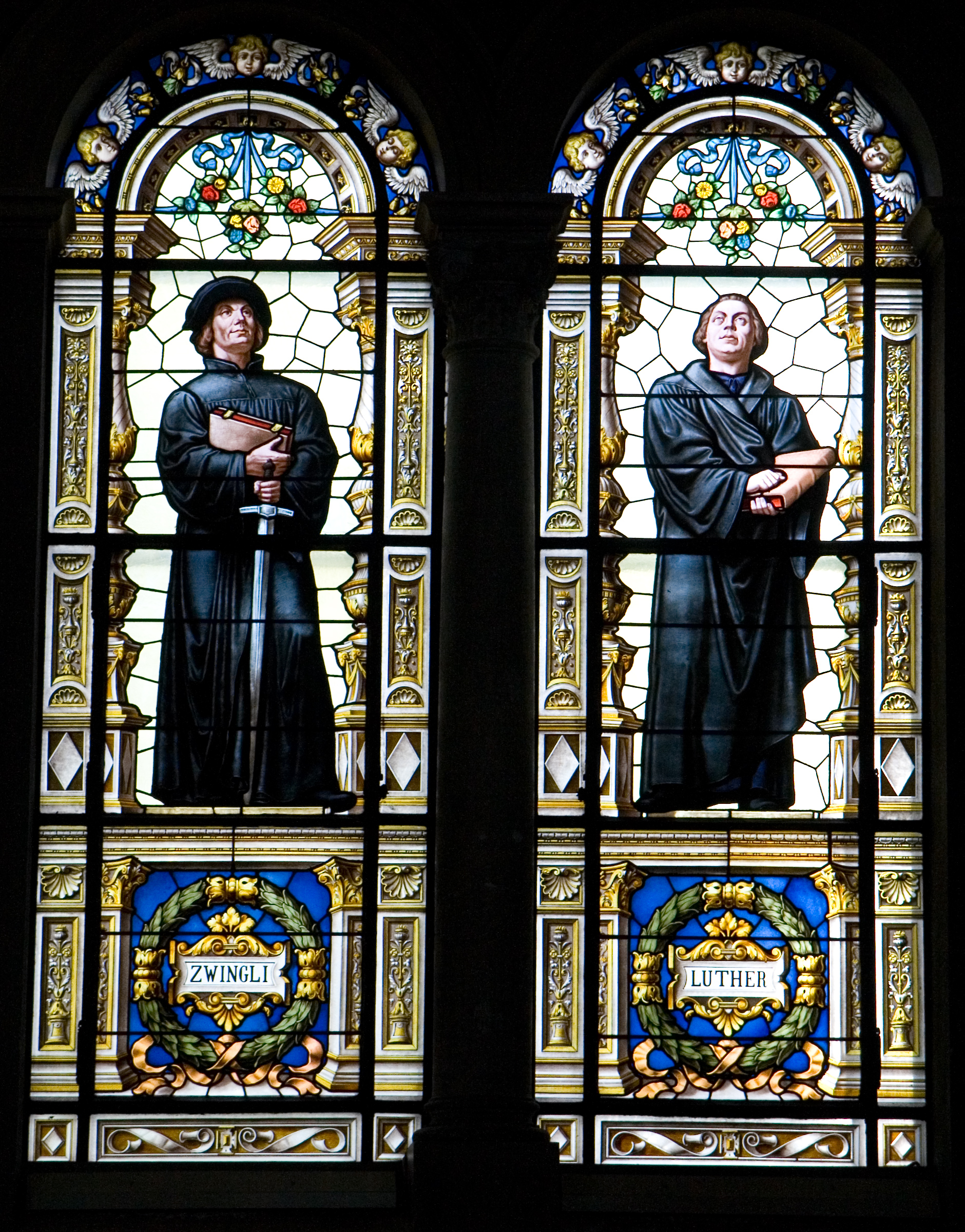
Fenster mit Huldrych Zwingli und Martin Luther
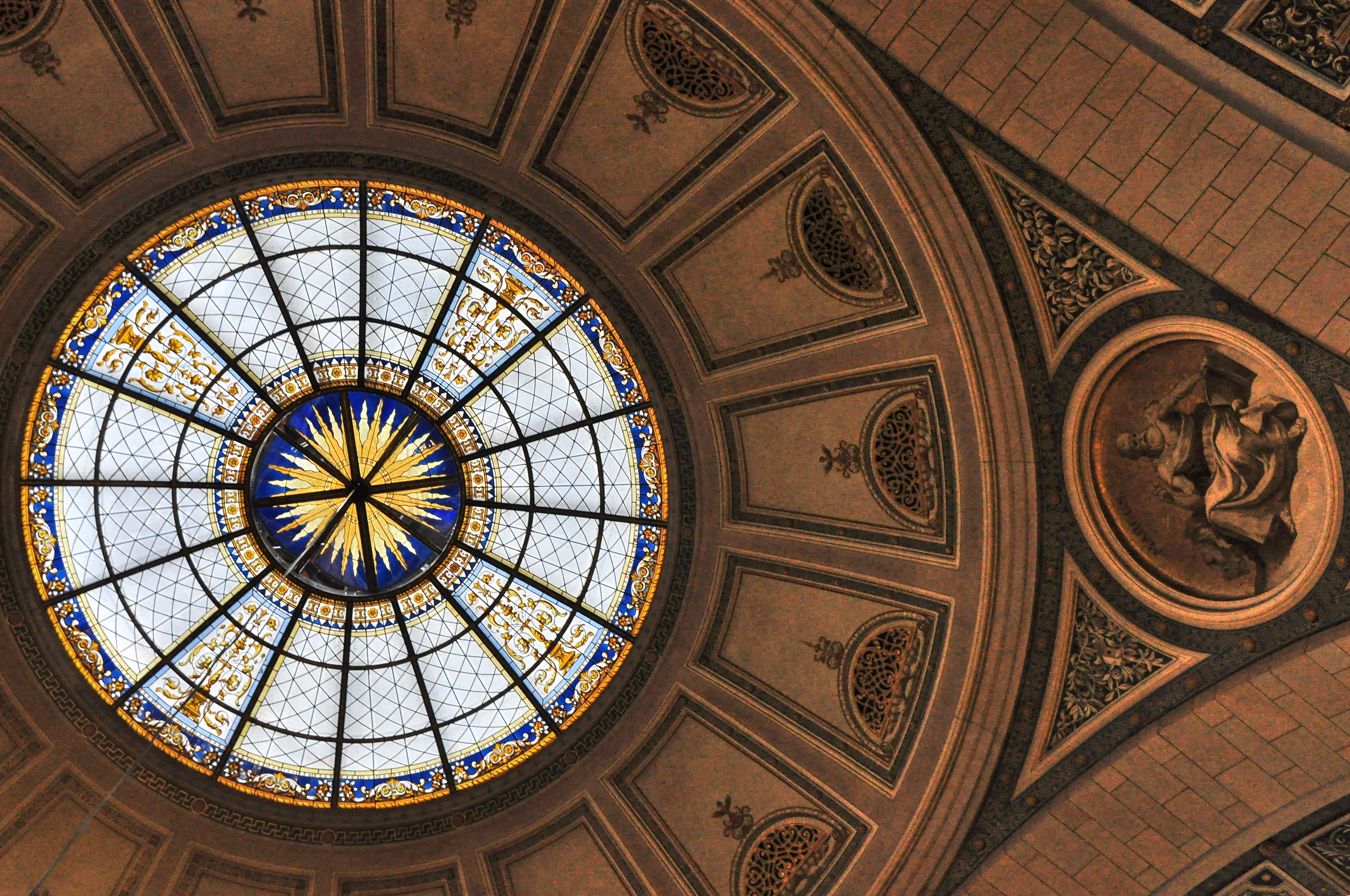

#### Orgel

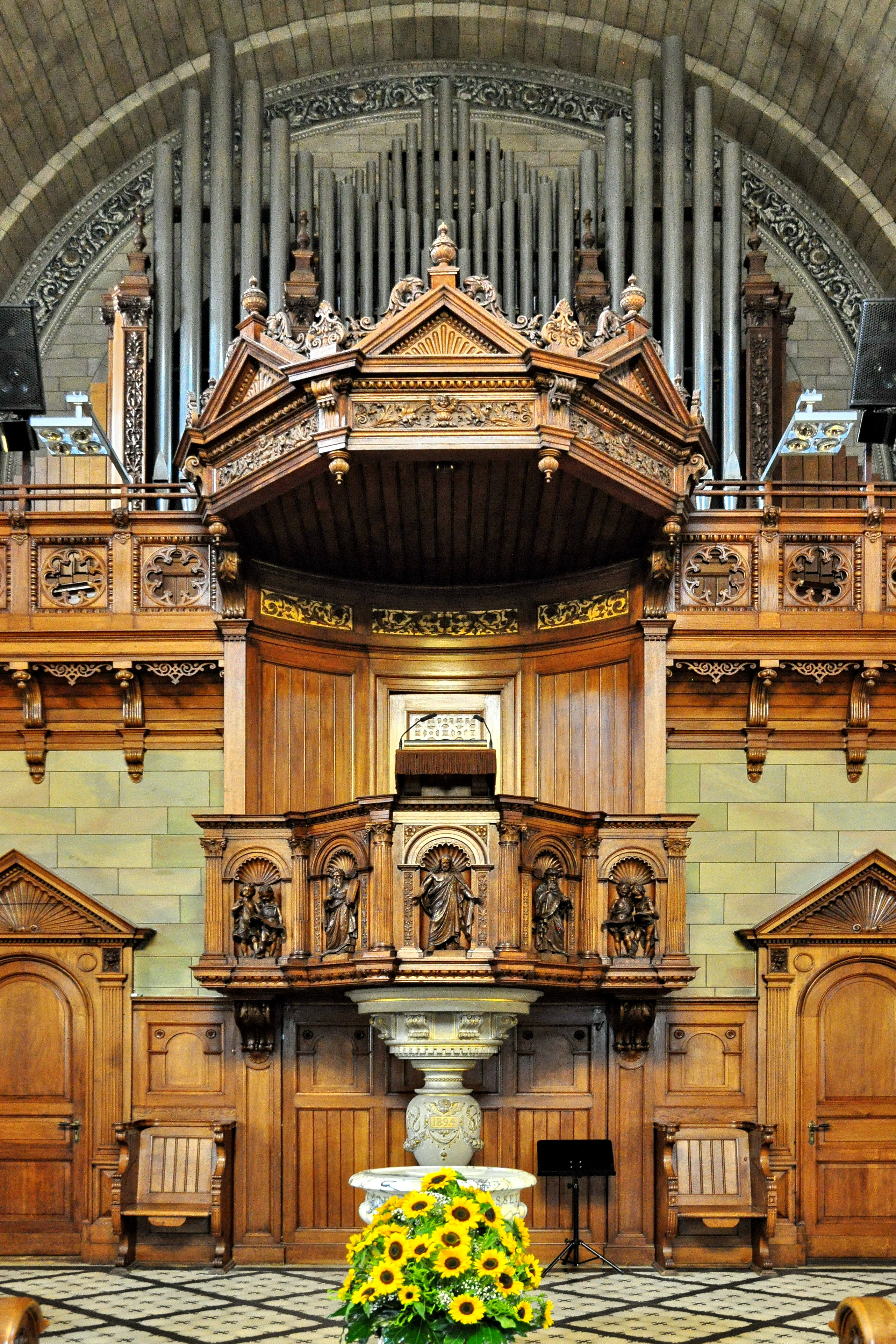
Blick auf die Kanzel

Die Orgel wurde 1894 von dem Orgelbauer Th. Kuhn (Männedorf) erbaut und 1951 gemäss der Disposition von Organist Erich Vollenwyder erneuert. 1993 wurde anlässlich des 100-jährigen Jubiläums der Zürcher Sacré-Coeur das still gelegte Fernwerk, das vom II. und III. Manual aus angespielt werden kann, vom Orgelbauer Norbert Stengele wieder zum Leben erweckt. Das Schleifladen-Instrument hat 68 Register auf drei Manualen und Pedal. Die Spiel- und Registertrakturen sind elektrisch. Weitgehend verschwunden sind die einst üppigen Schnitzereien des Gehäuses.
| I Hauptwerk C–g3 |     |
| Principal        | 16′ |
| Quintatön        | 16′ |
| Principal        | 08′ |
| Flauto major     | 08′ |
| Gemshorn         | 08′ |
| Gedackt          | 08′ |
| Octave           | 04′ |
| Rohrflöte        | 04′ |
| Octave           | 02′ |
| Mixtur V-VII     | 02′ |
| Scharf IV-V      | 01′ |
| Cornet V         | 08′ |
| Trompete         | 08′ |
| Clarion          | 04′ |

| II Kronpositiv C–g3 |       |
| Principal           | 8′    |
| Rohrgedackt         | 8′    |
| Spitzflöte          | 8′    |
| Principal           | 4′    |
| Blockflöte          | 4′    |
| Sesquialtera II     | 2 ⁄3′ |
| Waldflöte           | 2′    |
| Quinte              | 1 ⁄3′ |
| Mixtur III-V        | 1′    |
| Rankett             | 16′   |
| Krummhorn           | 8′    |
| Schalmey            | 4′    |
| Tremulant           |       |

| III Schwellwerk C–g3 |        |
| Bourdon              | 16′    |
| Principal            | 08′    |
| Bourdon              | 08′    |
| Offenflöte           | 08′    |
| Unda Maris           | 08′    |
| Salicional           | 08′    |
| Octave               | 04′    |
| Flöte                | 04′    |
| Quinte               | 2 ⁄3′  |
| Flageolet            | 02′    |
| Terz                 | 1 3⁄5′ |
| Mixtur V-VI          | 1 ⁄3′  |
| Cimbel III-IV        | 01⁄2′  |
| Bombarde             | 16′    |
| Trompette harm.      | 08′    |
| Oboe                 | 08′    |
| Clairon              | 04′    |
| Tremulant            |        |

| Fernwerk C–g3     |     |
| Gamba             | 16′ |
| Gamba             | 08′ |
| Flûte harmonique  | 08′ |
| Flûte traversière | 04′ |
| Piccolo           | 02′ |
| Sifflet           | 01′ |
| Tuba              | 16′ |
| Corno             | 08′ |
| Vox Humana        | 08′ |
| Tremulant         |     |

| Pedal C–f1       |     |
| Untersatz        | 32′ |
| Principalbass    | 16′ |
| Flöte            | 16′ |
| Subbass          | 16′ |
| Gedacktbass      | 16′ |
| Principal        | 08′ |
| Bourdon          | 08′ |
| Spillflöte       | 08′ |
| Octave           | 04′ |
| Flöte            | 02′ |
| Rauschpfeife III | 04′ |
| Mixtur V         | 02′ |
| Posaune          | 16′ |
| Fagott           | 16′ |
| Trompete         | 08′ |
| Clairon          | 04′ |

- Koppeln: II/I, I/P, II/P

## Würdigung
Die Kirche Enge ist ein monumentales Bauwerk an markanter Lage. Sie gilt als einer der wichtigsten Kirchenbauten im Stil der Neurenaissance in der Schweiz. Zugleich ist die Kirche Enge eines der bekanntesten Werke des Architekten Alfred Friedrich Bluntschli. Als Vorlage diente diesem ein Projekt seines Lehrers Gottfried Semper für die nach anderen Plänen realisierte römisch-katholische Kirche St. Peter und Paul in Winterthur. Nach dem Vorbild der Kirche Enge wurde von Otto Pfleghard und Max Haefeli, die beide bei Brunschli an der ETH diplomierten, wenige Jahre später auf der gegenüberliegenden Seeseite die Kreuzkirche in Hottingen erbaut.

## Aussicht und Aussichtsplattformen
Die prominente Lage der Kirche bietet eine wunderschöne Sicht auf die Stadt, das Zürcher Seebecken und bei Föhnwetter auf die dann sichtbaren Glarner Alpen.
In den Monaten Mai bis August können jeden zweiten Donnerstagabend der Turm und die Kanzel besichtigt werden. 208 Treppenstufen führen zur Aussichtsplattform im Glockenturm auf 50 Meter Höhe.

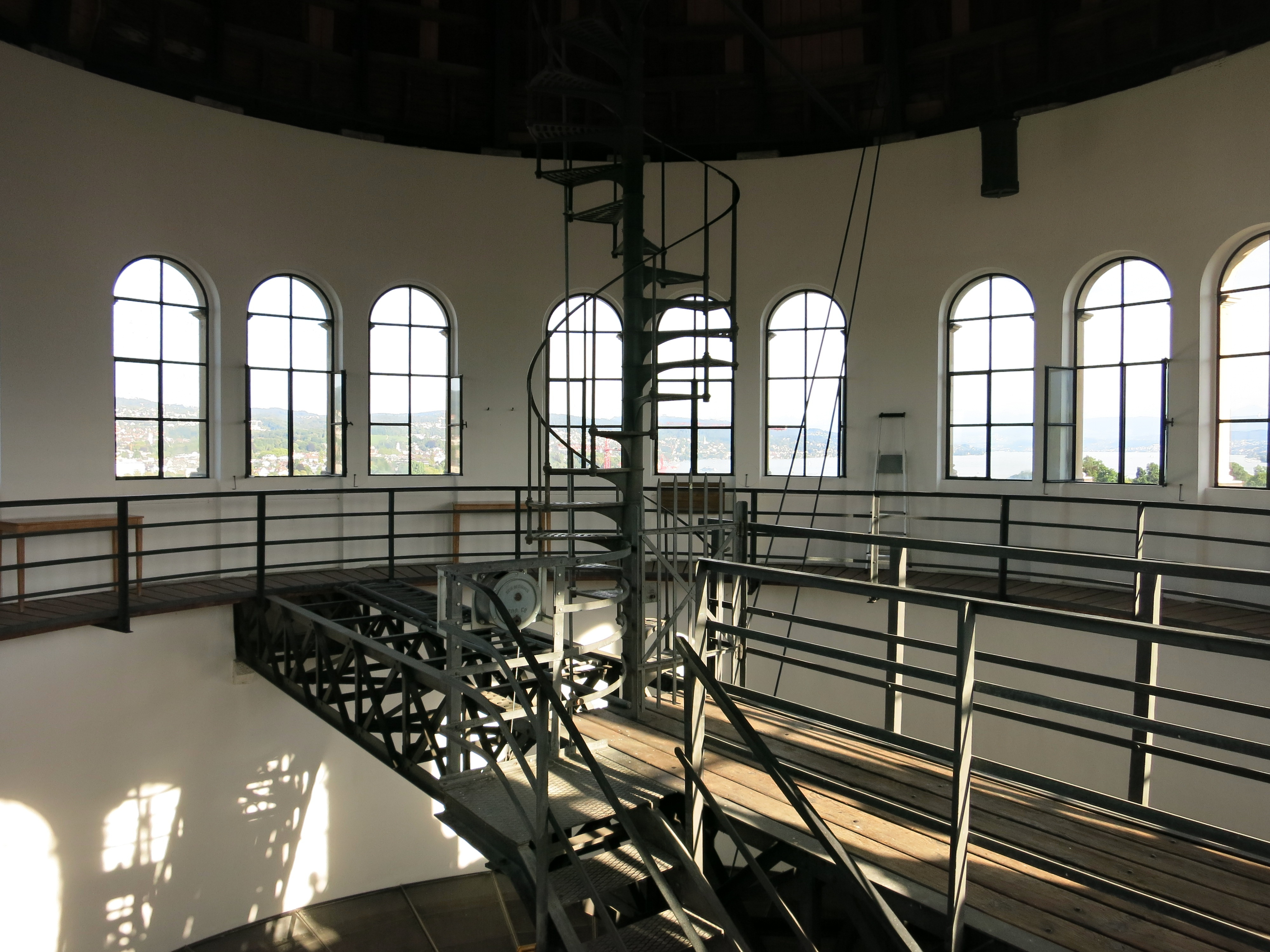
Aussichtsplattform Kanzel
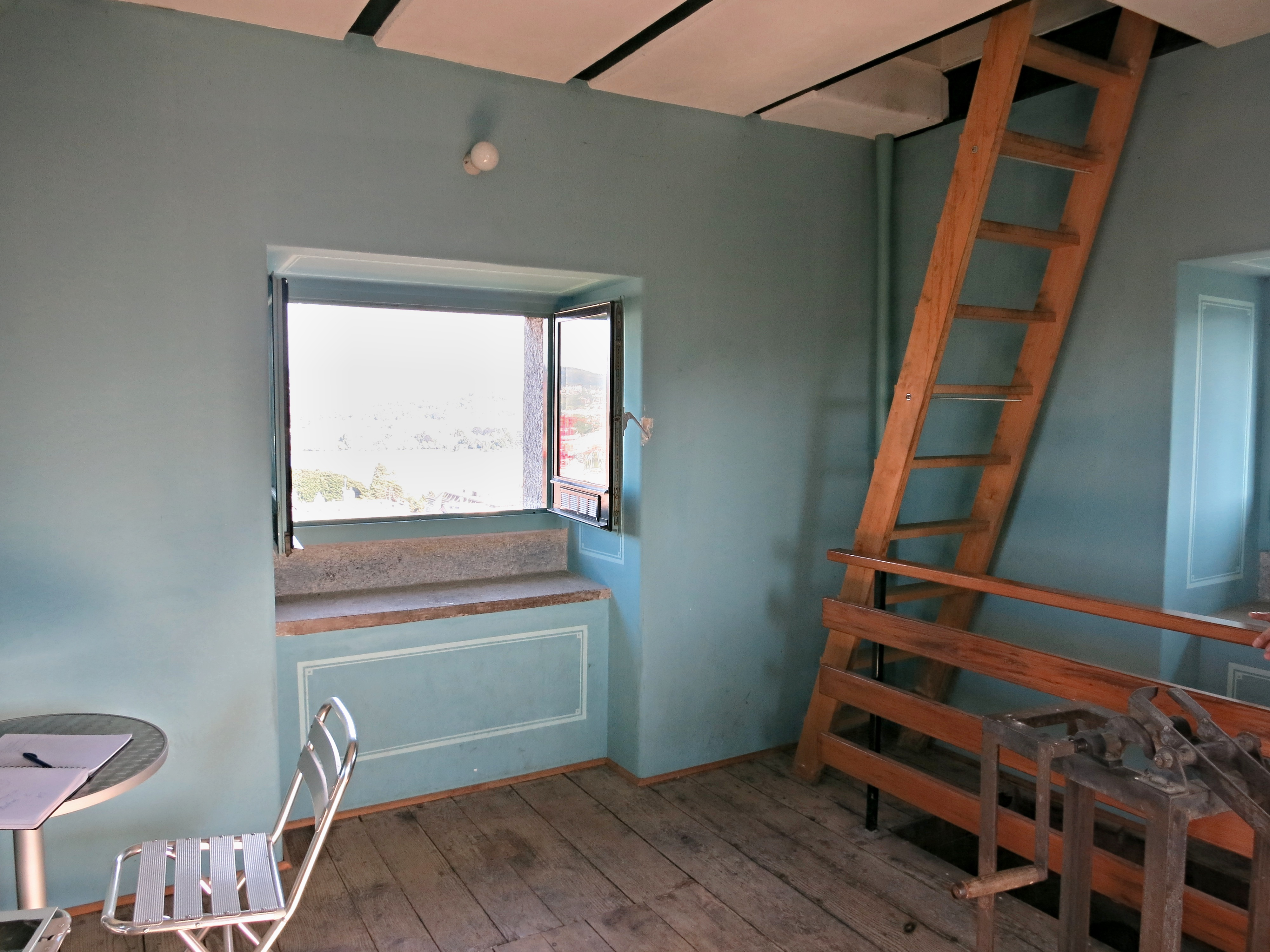
Aussichtsplattform Glockenturm
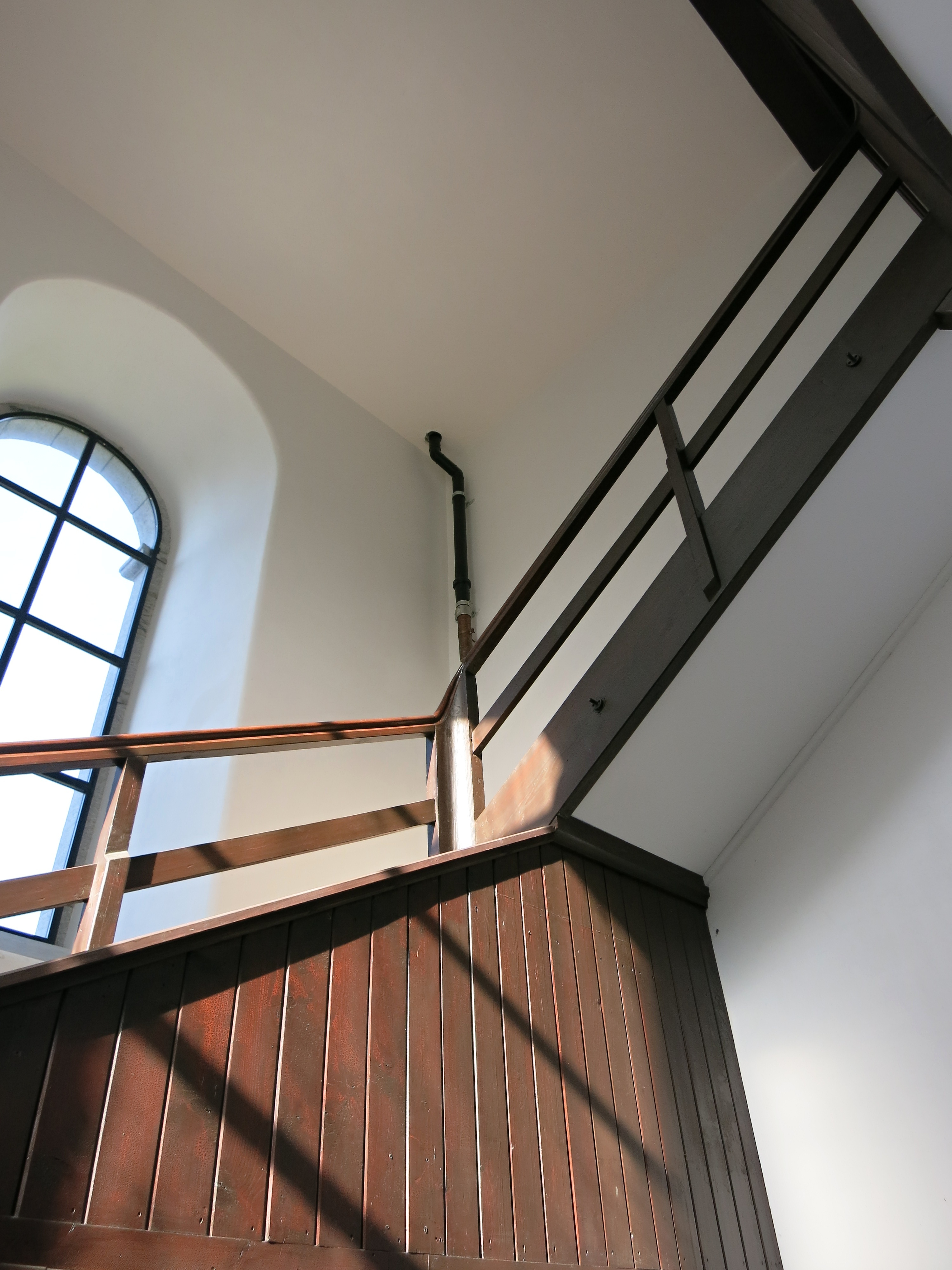
Treppe zur Aussichtsplattform

## Nutzung des Sakralbaus für Musikaufführungen
Die Kirche verfügt über eine ausgezeichnete Akustik für die grosse Orgel und andere musikalische Vorführungen. Der Gönnerverein Engemer Musikforum, Gesellschaft für Musik an der Kirche Enge organisiert und betreut Konzerte im Sakralbau.